# Єгипетський хедиват
Єгипетський хедиват (араб. الْخُدَيْوِيَّةُ الْمِصْرِيَّةُ або خُدَيْوِيَّةُ مِصْرَ, МФА: [xedeˈwejjet mɑsˤɾ]; осман. خدیویت مصر Hıdiviyet-i Mısır) — єгипетська автономна монархічна держава у складі Османської імперії у 1867-1914.

## Історія
Розташовувался на території сучасного Єгипту, Лівії, Судану й Південного Судану. Керувалася єгипетськими хедивами (господарями) із династії Мухаммеда Алі. Перебувала під постійним військово-політичним та економічно-фінансовим тиском Великої Британії.
Заснована 8 червня 1867 шляхом надання Стамбулом автономії Єгипетському еялету. Столиця — місто Каїр. Панівна релігія — сунітський іслам.
17 листопада 1869, за допомоги французів і британців, спорудила Суецький канал, що сполучив Середземне і Червоне моря. 

### Повстання та війна з Великою Британією
У 1881—1882 постраждала від повстання Орабі й британсько-єгипетської війни.
13 вересня 1882 британські війська розбили єгипетських повстанців і зайняли Каїр, відновивши владу хедива Тауфіка.

### Під окупацією
З 1882 перебувала під окупацією, якою керував британський генеральний консул.
18 січня 1899 уклала Суданську конвенцію, за якою єгипетське володіння Судан перетворювалися на співвласність (кондомініум) Єгипту і Британії.
19 грудня 1914, після початку Першої світової війни, міністерство закордонних справ Великої Британії оголосило про те, що Єгипет переходить під британський протекторат. Британці усунули від влади хедива Аббаса II, який у той час перебував у Стамбулі, влада перейшла до його дядька Хусейна Каміля, який узяв титул султана. Держава перетворилася на Єгипетський султанат.